# Karin Lööf
Karin Lööf, född 1957 i Kristinehamn, är en svensk keramiker. Hon är dotter till konstnärerna Ingemar Lööf och Gertrud Bensow-Lööf. 

## Biografi
Lööf studerade vid Kyrkeruds estetiska folkhögskola i Årjäng 1975-1977 och vid Konstindustriskolan i Göteborg 1977-1981, Glasskolan Orrefors 1979 samt RUC kompetensutveckling 2011-2012. Hon har deltagit på ett 100-tal utställningar, separat har hon bland annat ställt ut i Åmåls konsthall 2004, Värmlands Konsthantverkare 2003, 1992 och 1997, Kristinehamns konsthall 1991 och Svensk Hemslöjd i Stockholm 1984. Bland samlingsutställningarna märks bland annat Galleri Timeless Living, Tokyo, Japan 2014, The Gallery By the River, Royal Oak, Maryland, USA 2013, Vårsalongen, Värmlands Konstförening Hammarö Konsthall 2013, Rackstadmuseet 2012, Värmlands Museum 2009, Konstfrämjandet, Örebro 2002, Torun, Polen 1999, Hälsinglands museum 1994, Svenborg Amts Kunstforening, Danmark 1990, Bryggens museum, Bergen, Norge 1986, Vestfold Fylkesmuseum, Tønsberg, Norge 1984.
Hon startade sin egen ateljé och keramikverkstad 1981, vid sidan av verksamheten på den egna verkstaden har hon arbetat som bildlärare i estetisk verksamhet, bland annat på Lillerudsgymnasiet i Vålberg och på skolor i Karlstads och Kils kommuner.
Hon har tilldelats Konstnärsnämndens arbetsbidrag 1991 och 1989, Kristinehamns kulturstipendium 1989, Karlstads kulturstipendium 1983, Värmlands musei vänners stipendium 1983, Doktor Torsten Björkroths minnesfond 1981, Slöjdföreningens Ole Kruse stipendium 1980.
Bland hennes offentliga arbeten märks, Tingvallagymnasiet, väggdekoration för Saluhallen i Karlstad väggen revs 2011 på grund av ombyggnad, väggdekoration för Kronogården i Karlstad väggen är flyttad från Kronoparkens servicehus 2000.
Lööf är representerad i Karlstad, Vänersborg, Åmål och Kristinehamns kommunsamlingar samt vid Region Värmland. 